# Heinrich Dumpert
Heinrich „Heiner“ Dumpert (* 26. April 1966) ist ein ehemaliger deutscher Fußballspieler und heutiger Trainer.

## Karriere als Spieler
Der aus Starkenschwind stammende Stürmer begann seine Karriere beim FV Giech und spielte in seiner Jugend beim SV Memmelsdorf/Ofr., bevor er zum 1. FC Bamberg wechselte. 1986 wechselte er dann zur SpVgg Bayreuth. Zwischen 1987 und 1990 absolvierte Heiner Dumpert in der 2. Fußball-Bundesliga 72 Spiele für die SpVgg Bayreuth, in denen er 6 Tore erzielte. Danach kehrte er zum SV Memmelsdorf zurück, spielte in der Saison 1992/93 beim VfL Frohnlach und wechselte 1993 zur SpVgg Fürth. Seine Karriere ließ Dumpert bei der SpVgg Stegaurach und schließlich im Jahre 2001 beim 1. FC Bamberg ausklingen.

## Karriere als Trainer
Seine Trainerkarriere begann er im Jahre 2002 als Spielertrainer beim oberfränkischen FV Giech, bei dem Dumpert bis 2006 blieb. Danach trainierte Dumpert den heutigen Bayernligisten SV Memmelsdorf/Ofr. und stieg mit diesem 2007 in die Landesliga auf. Von 2008 bis zum 14. Dezember 2009 war er Co-Trainer beim Regionalligisten 1. FC Eintracht Bamberg. Ab Juli 2010 war Heiner Dumpert Trainer beim Landesligisten TSV Mönchröden. Am 1. Juli 2012 übernahm er die DJK Don Bosco Bamberg. Am 18. April 2013 wurde er in Bamberg entlassen.